# 南蘭泊駅
南蘭泊駅（みなみらんどまりえき）は、樺太真岡郡蘭泊村に存在した樺太庁鉄道西海岸線の駅。

## 歴史
- 1936年（昭和11年）9月1日：開業[1]。
- 1941年（昭和16年）12月1日：駅休止。
- 1943年（昭和18年）4月1日：南樺太の内地化により、鉄道省に移管。同時に駅廃止。

## 隣の駅
樺太庁鉄道
西海岸線
楽磨駅 - 南蘭泊駅 - 蘭泊駅